# Coptobasoides comoralis
Coptobasoides comoralis är en fjärilsart som beskrevs av Pierre E.L. Viette 1960. Coptobasoides comoralis ingår i släktet Coptobasoides och familjen Crambidae. Inga underarter finns listade i Catalogue of Life.